# Заштита животне средине у Републици Србији на локалном нивоу
Заштита животне средине у Републици Србији на локалном нивоу: стратегије и економски инструменти је студија коју је приредио Дејан Максимовић, објављена 2012. године у издању Еколошког центра "Станиште" из Вршца.

## О књизи
Брига о животном окружењу један је од најважнијих изазова и политичких приоритета савременог света. За улазак у Европску унију, Србија треба да уложи максималне напоре у области заштите животне средине. Потребно је извршити реформе. Спуштањем реформе на локални ниво и усаглашавањем локалне регулативе и праксе са централним и европским, могу се добити пуни ефекти и резултати. Процеси реформе у локалним самоуправама су започети и налазе се у различитим фазама реализације.
Студија Заштита животне средине у Републици Србији на локалном нивоу: стратегије и економски инструменти за циљ има истраживање и добијање што тачније слике тренутног стања реформе политике заштите животне средине, у свакој општини у Србији посебно. Полази се од претпоставке да тек када знамо шта се у локалним самоуправама и заједницама заиста дешава и у ком обима, када се у свакој заједници уоче и дефинишу прави проблеми, могуће је предложити јасне и делотворне мере за унапређење стања. Суштинске друштвене промене могу се остварити само у сарадњи цивилног и јавног сектора. Ни један сектор нема довољно знања и капацитета за остварење промене, с тим што је цивилни сектор у подређеном положају, јер нема механизме ни моћ одлучивања. Због тога је главни циљ ове студије помоћ цивилном сектору и јачање његове позиције. Нуди алате и методе који могу повећати  утицај цивилног друштва, надаље створити нову могућност учешћа у процени успешности реформе политике заштите животне средине у свакој заједници у Србији и равноправног учешћа са јавним сектором у даљем креирању и спровођењу таквих политика.